# 小行星5719
小行星5719（英語：5719 Krizik）是一颗围绕太阳公转的小行星。1983年9月7日，安東寧·姆爾科斯在克列特发现了此天体。
这颗小行星的绝对星等为339.31140等。